# Melligatti, Savanur
Melligatti là một làng thuộc tehsil Savanur, huyện Haveri, bang Karnataka, Ấn Độ.